# Ken Wallace (calciatore)
Ken Wallace (Londra, 8 giugno 1952) è un ex calciatore inglese, di ruolo attaccante.

## Carriera
Nato nel Borgo metropolitano di Islington, Londra, di ruolo ala, Wallace si formò nelle giovanili del West Ham Utd, con cui firmò il suo primo contratto da professionista nel luglio 1969, pur non esordendo mai in prima squadra.
Durante la sua militanza con gli Hammers fu prestato in due occasioni ai canadesi del Montréal Olympique, club della North American Soccer League. Nelle due stagioni di militanza giocò 31 incontri ma, con la sua franchigia non riuscì mai a superare la fase gironi del torneo americano. Inoltre nel febbraio 1972 fu prestato al Brentford, club impegnato nella Fourth Division 1971-1972.
Lasciati gli Hammers passò all'Hereford Utd, con cui ottenne la promozione in terza serie al termine della Fourth Division 1972-1973. La stagione seguente passa all'Exeter City, ma il suo campionato fu funestato da un infortunio che ne inficiò il rendimento.
Successivamente giocò nelle serie inferiori inglesi, terminando la sua carriera nel 1982.